# (385266) 2001 QB298
(385266) 2001 QB298, também escrito como (385266) 2001 QB298, é um objeto transnetuniano que está localizado no cinturão de Kuiper, uma região do Sistema Solar. Este objeto é classificado com um cubewano. Ele possui uma magnitude absoluta de 6,8 e tem um diâmetro estimado com cerca de 196 km.

## Descoberta
(385266) 2001 QB298 foi descoberto no dia 20 de agosto de 2001 pelo astrônomo Marc W. Buie.

## Órbita
A órbita de (385266) 2001 QB298 tem uma excentricidade de 0,094 e possui um semieixo maior de 42,432 UA. O seu periélio leva o mesmo a uma distância de 38,449 UA em relação ao Sol e seu afélio a 46,415 UA.